# Durham—York (circonscription ontarienne)
Pour les articles homonymes, voir Durham et York.
Circonscription électorale provinciale du Canada
Durham—York est une ancienne circonscription provinciale de l'Ontario représentée à l'Assemblée législative de l'Ontario de 1977 à 1999.

## Géographie
La circonscription comprenait dans la région du grand Toronto, plus précisément la municipalité régionale de Durham et la municipalité régionale d'York au sud du Lac Simcoe
Elle contenait les villes d'East Gwillimbury, Newmarket, Whitchurch-Stouffville, Uxbridge, Georgina et Brock (en).

## Historique
| Législature                                                                                         | Années                                               | Député                                               | Député                                               | Parti                                                |
| Durham—York issue de Durham-Nord et Ontario-Sud (en)                                                | Durham—York issue de Durham-Nord et Ontario-Sud (en) | Durham—York issue de Durham-Nord et Ontario-Sud (en) | Durham—York issue de Durham-Nord et Ontario-Sud (en) | Durham—York issue de Durham-Nord et Ontario-Sud (en) |
| --------------------------------------------------------------------------------------------------- | ---------------------------------------------------- | ---------------------------------------------------- | ---------------------------------------------------- | ---------------------------------------------------- |
| 31e                                                                                                 | 1977-1981                                            |                                                      | Bill Newman                                          | Progressiste-conservateur                            |
| 32e                                                                                                 | 1981-1985                                            | Kenneth Ross Stevenson                               |                                                      | Progressiste-conservateur                            |
| 33e                                                                                                 | 1985-1987                                            | Kenneth Ross Stevenson                               |                                                      | Progressiste-conservateur                            |
| 34e                                                                                                 | 1987-1990                                            |                                                      | Bill Ballinger                                       | Libéral                                              |
| 35e                                                                                                 | 1990-1995                                            |                                                      | Larry O'Connor                                       | Néo-démocrate                                        |
| 36e                                                                                                 | 1995-1999                                            |                                                      | Julia Munro                                          | Progressiste-conservateur                            |
| Circonscription dissoute dans York-Nord, Pickering—Ajax—Uxbridge et Haliburton—Kawartha Lakes—Brock |                                                      |                                                      |                                                      |                                                      |